# Nový Život
Nový Život (in ungherese Illésháza) è un comune della Slovacchia facente parte del distretto di Dunajská Streda, nella regione di Trnava.